# Lavalette (Haute-Garonne)
Lavalette is een gemeente in het Franse departement Haute-Garonne (regio Occitanie) en telt 602 inwoners (1999). De plaats maakt deel uit van het arrondissement Toulouse.

## Geografie
De oppervlakte van Lavalette bedraagt 13,6 km², de bevolkingsdichtheid is 44,3 inwoners per km².
De onderstaande kaart toont de ligging van Lavalette (Haute-Garonne) met de belangrijkste infrastructuur en aangrenzende gemeenten.

## Demografie
De figuur toont het verloop van het inwonertal (bron: INSEE-tellingen).